# 鋤田誠二
鋤田 誠二（すきた せいじ、1965年1月18日 - ）は、地方競馬の金沢競馬場所属の調教師、元騎手（騎手時代及び厩舎開業時は福山競馬場所属）である。山口県出身、血液型A型。
騎手時代の勝負服の柄は黄、黒菱山形一文字。福山競馬場の元調教師・元騎手の鋤田久は実父で、中津競馬場の元調教師・元騎手の鋤田嵩は叔父。

## 経歴

### 騎手時代
1982年3月31日付けで地方競馬騎手免許を取得し、鋤田久厩舎からデビュー。同年5月1日福山競馬第2競走でマロツトパールに初騎乗（9着）。同年5月29日福山競馬第1競走でオークライトに騎乗し初勝利。
1986年、1988年、1989年、1990年、1991年、1998年に福山競馬リーディングを獲得。
1990年、1991年、1993年、2002年にNARグランプリ優秀騎手賞を受賞。
1999年、地方競馬通算1500勝達成。
2005年10月16日第10回福山競馬2日目第9競走伊藤学サヨナラ記念でナイスバンチ（9頭立て3番人気）に騎乗し地方競馬通算2000勝達成。地方競馬では史上61人目。福山競馬場の生え抜き騎手では初の2000勝達成騎手。
2007年1月、鋤田久調教師死去に伴い江口秀博厩舎に所属変更。その後檜山博史厩舎に所属変更した。
同年2月14日第22回園田競馬3日目に実施された第15回ゴールデンジョッキーカップに出場。同日第7競走ファイティングジョッキー賞をレッドインパルスで逃げ切り優勝した（12頭立て5番人気）。続く2競走では下位にとどまり、総合成績は5位。
同年3月17日第19回福山競馬1日目第1競走アラ系C212組条件戦をタケゼンで優勝（8頭立て4番人気）し、14727戦目で地方競馬通算2100勝達成。
調教師転身のため、2009年5月31日付けで騎手引退。
地方通算成績は15690戦2191勝・2着2028回・3着1914回・勝率14.0%・連対率26.9%。

#### 主な騎乗馬
- ギバイスター（1983年クイーンカップ）
- リキハイ（1985年金杯、1986年福山大賞典）
- テンマリユセイ（1988年福山桜花賞）
- ニホンクロス（1988年ヤングチャンピオン）
- ダイセイカン（1990年福山大賞典、福山マイラーズカップ）
- グリンダイオー（1990年鞆の浦賞、1991年・1992年福山大賞典）
- ハイセンプー（1991年鞆の浦賞）
- リバーハンガン（1991年福山4歳牝馬特別）
- ラビットジョージ（1991年ヤングチャンピオン）
- イナリセンプー（1992年福山ダービー）
- イエローホーマー（1992年ヤングチャンピオン、1993年キングカップ、1994年福山菊花賞）
- ダギロ（1996年福山ダービー）
- グレートマルゼン（1996年金杯）
- ノアオーカン（1996年ヤングチャンピオン、1997年銀杯）
- ミナミアロー（1997年新春賞）
- ジョージバロン（1998年ヤングチャンピオン、1999年キングカップ）
- ダイニアキフジ（2002年キングカップ）
- ホマレエリート（2002年ローゼンホーマ記念、2003年福山マイラーズカップ）
- メガビソウ（2003年新春賞）
- タッカーワシュウ（2004年福山ダービー）
- クロマルジョージ（2005年銀杯）
- シルクニューヒット（2007年サラ系キングカップ）
- モモカプリンセス（2007年サラ系クイーンカップ、鞆の浦賞、福山3歳牝馬特別）

### 調教師時代
2009年5月22日、平成21年度第1回調教師免許試験に合格し、同年6月1日付けで調教師免許取得。同年7月に厩舎開業。
福山競馬場の廃止に伴い、2013年4月1日付けで金沢競馬場へ移籍した。
地方通算成績は4295戦407勝・2着420回・3着493回・勝率9.5%・連対率19.3%（2021年6月27日時点）。

#### 主な管理馬
- ストロングジョイス（2012年クイーンカップ）
- ポセイドン（2013年サラブレッド大賞典）

## 人物・エピソード
晩年は怪我などで存分に活躍はできなかったが、デビュー当初から持ち前の豪腕で名を知らしめ、1985年12月10日に大井競馬場で行われた第31回全日本アラブ大賞典に遠征、道中福山とは違う広いコースで早仕掛けをするも、その豪腕で騎乗したバビロンニセイを5着に粘らせた。
また、自厩舎で多くのレースを勝ち、父である鋤田久との親子鷹で、同年の双方のリーディングを獲得した事が3度ある。さらに他厩舎の勝てない馬に乗り変わると、「馬を壊す覚悟の大勝負」とファンから捉えられるほどの道中で、旧福山コースのきつい4コーナー（2005年にサラブレッド導入に伴い改修）でスピードを緩めずインをハングオンの様に乗る事で、外に膨れずに最短コースを全速で走らせるという荒業を見せていた。